# ロバート・ウィルコックス (俳優)
ロバート・ウィルコックス（Robert Wilcox、1910年5月19日 - 1955年6月11日）は、アメリカ合衆国の俳優。

## 出演作品
- 拳銃の誓い
- 墓標なき亡霊
- レッド・バロンとサタン博士
- 死者の復讐/狂気の生体実験
- リトル・タフガイ